# Ночь короче дня
Ночь короче дня е шестият студен албум на Ария. Издаден е от Moroz records през 1995 година. Авторка на текстовете е поетесата Маргарита Пушкина. Гост-музикант е Александър Мясников (клавишни).

## История на създаването
В средата на 90-те вокалистът Валерий Кипелов напуска Ария след продължителен скандал с членовете на групата. Тогава за фронтмен на групата е поканен Алексей Булгаков от група Легион. Малко след замяната на Кипелов напуска и китаристът Сергей Маврин, съавтор на песента „Возьми мое сердце“. На негово място е взет Сергей Терентиев. Записите по албума приключват още през 1994, но продуцентите Moroz records отказват да го издадат, тъй като намират глава на Булгаков за неподходящ. Записът с Алексей Булгаков остава като демо-албум.С тяхна помощ Валерий Кипелов се връща в Ария. Албумът е презаписан и издаден през септември 1995.
Песните „Возьми мое сердце“ и „Зверь“ имат една и съща мелодия, но в различен ритъм.

## Списък на песните
- 1. Рабство иллюзий
- 2. Паранойя
- 3. Ангельская пыль
- 4. Уходи, и не возвращайся
- 5. Король дороги
- 6. Возьми моё сердце
- 7. Зверь
- 8. Дух войны
- 9. Ночь короче дня